# BMX-Rennsport-Weltmeisterschaften 2023
Die BMX-Rennsport-Weltmeisterschaften 2023 fanden am 12. und 13. August in Glasgow statt. Sie waren Teil der Radsport-Weltmeisterschaften 2023 und fanden im Glasgow BMX Centre statt.

## Programm
Vom 6. bis 9. August fand die so genannte BMX Racing World Challenge statt mit Wettbewerben in den Leistungsklassen Challenge und Masters. Die eigentlichen Weltmeisterschaften in der Leistungsklasse Championship wurden für Frauen und Männer in den Kategorien Elite, Unter 23 und Junioren ausgetragen.
- Sonnabend, 12. August: 1. Runde, Hoffnungslauf, Achtelfinale
- Sonntag, 13. August: Viertelfinale, Halbfinale, Endläufe

## Challenge und Masters
Die Gewinner der Challenge-Altersgruppen erhielten eine Siegerehrung ohne Medaillen und Podium. Letzteres blieb den Masters vorbehalten, wo die Sieger das Regenbogentrikot in der Version für Masters bzw. Amateure erhielten und sich Weltmeister nennen durften. Die Masters-Wettbewerbe gingen auch in den Medaillenspiegel der Radsport-WM ein.
| Klasse         | Gold          | Silber          | Bronze        |
| -------------- | ------------- | --------------- | ------------- |
| Männer Masters | Barry Nobles  | Thibaud Chauvin | Emilio Falla  |
| Frauen Masters | Esther Renaut | Karla Ortiz     | Lisa Mepschen |

## Championship

### Männer Elite
Es gab 67 Starter aus 28 Nationen. Frankreich brachte fünf seiner acht Fahrer ins Finale und holte alle drei Medaillen.
| Platz | Land           | Fahrer          | Zeit (s) |
| ----- | -------------- | --------------- | -------- |
| 1     | Frankreich     | Romain Mahieu   | 33,189   |
| 2     | Frankreich     | Arthur Pilard   | + 0,142  |
| 3     | Frankreich     | Joris Daudet    | + 0,354  |
| 4     | Kolumbien      | Carlos Ramírez  | + 0,463  |
| 5     | Frankreich     | Jérémy Rencurel | + 0,720  |
| 6     | Großbritannien | Ross Cullen     | + 1,327  |
| 7     | Frankreich     | Léo Garoyan     | gl. Zeit |
| 8     | Argentinien    | Nicolás Torres  | + 3,197  |

### Frauen Elite
Es gingen 33 Fahrerinnen aus 19 Nationen an den Start. Im Finale kamen Manon Veenstra und Zoé Claessens gleich zu Beginn durch ein Manöver von Alise Willoughby zu Fall; Beth Shriever gewann nach 2021 vor Heimpublikum ihren zweiten Titel.
| Platz | Land               | Fahrerin         | Zeit (s) |
| ----- | ------------------ | ---------------- | -------- |
| 1     | Großbritannien     | Bethany Shriever | 36,577   |
| 2     | Niederlande        | Laura Smulders   | + 0,380  |
| 3     | Vereinigte Staaten | Alise Willoughby | + 0,759  |
| 4     | Australien         | Saya Sakakibara  | + 1,222  |
| 5     | Kolumbien          | Mariana Pajón    | + 1,345  |
| 6     | Australien         | Lauren Reynolds  | + 1,661  |
| 7     | Niederlande        | Manon Veenstra   | + 23,375 |
| 8     | Schweiz            | Zoé Claessens    | + 51,440 |

### Männer U23
| Platz | Land        | Fahrer          | Zeit (s) |
| ----- | ----------- | --------------- | -------- |
| 1     | Schweiz     | Filib Steiner   | 33,197   |
| 2     | Frankreich  | Matéo Colsenet  | + 0,552  |
| 3     | Neuseeland  | Rico Bearman    | + 0,923  |
| 4     | Australien  | Jesse Asmus     | + 0,968  |
| 5     | Chile       | Mauricio Molina | + 1,239  |
| 6     | Niederlande | Tim Goossens    | + 1,572  |
| 7     | Spanien     | Pablo García    | + 1,736  |
| 8     | Italien     | Marco Radaelli  | + 2,001  |

### Frauen U23
| Platz | Land               | Fahrerin             | Zeit (s) |
| ----- | ------------------ | -------------------- | -------- |
| 1     | Frankreich         | Tessa Martinez       | 38,828   |
| 2     | Großbritannien     | Emily Hutt           | + 0,117  |
| 3     | Neuseeland         | Megan Williams       | + 0,236  |
| 4     | Kolumbien          | Manuela Martínez     | + 0,650  |
| 5     | Niederlande        | Michelle Wissing     | + 0,917  |
| 6     | Niederlande        | Renske van Santvoort | + 1,257  |
| 7     | Vereinigte Staaten | McKenzie Gayheart    | + 1,542  |
| 8     | Belgien            | Aiko Gommers         | + 42,535 |

### Junioren
| Platz | Land        | Fahrer            | Zeit (s)   |
| ----- | ----------- | ----------------- | ---------- |
| 1     | Argentinien | Thomás Maturano   | 35,133     |
| 2     | Argentinien | Federico Capello  | + 0,672    |
| 3     | Italien     | Tommaso Frizzarin | + 0,996    |
| 4     | Kolumbien   | Juan Velásquez    | + 0,997    |
| 5     | Frankreich  | Maxime Habert     | + 1,388    |
| 6     | Schweiz     | Alexandre Emmel   | + 2,002    |
| 7     | Lettland    | Edgars Langmanis  | + 1:12,801 |
| 8     | Niederlande | Jason Noordam     | DNF        |

### Juniorinnen
| Platz | Land               | Fahrerin            | Zeit (s)   |
| ----- | ------------------ | ------------------- | ---------- |
| 1     | Lettland           | Veronika Stūriška   | 37,457     |
| 2     | Australien         | Sienna Pal          | + 0,474    |
| 3     | Vereinigte Staaten | Ava Corley          | + 1,970    |
| 4     | Australien         | Teya Rufus          | + 2,039    |
| 5     | Neuseeland         | Leila Walker        | + 2,284    |
| 6     | Niederlande        | Lissi van Schijndel | + 2,715    |
| 7     | Spanien            | Carla Gómez         | + 24,820   |
| 8     | Kolumbien          | Sharid Fayad        | + 1:17,870 |

## Medaillenspiegel
| Platz  | Land               | Gold | Silber | Bronze | Gesamt |
| ------ | ------------------ | ---- | ------ | ------ | ------ |
| 1      | Frankreich         | 3    | 3      | 1      | 7      |
| 2      | Argentinien        | 1    | 1      | 0      | 2      |
| 2      | Großbritannien     | 1    | 1      | 0      | 2      |
| 4      | Vereinigte Staaten | 1    | 0      | 2      | 3      |
| 5      | Lettland           | 1    | 0      | 0      | 1      |
| 5      | Schweiz            | 1    | 0      | 0      | 1      |
| 7      | Niederlande        | 0    | 1      | 1      | 2      |
| 8      | Australien         | 0    | 1      | 0      | 1      |
| 8      | Chile              | 0    | 1      | 0      | 1      |
| 10     | Neuseeland         | 0    | 0      | 2      | 2      |
| 11     | Ecuador            | 0    | 0      | 1      | 1      |
| 11     | Italien            | 0    | 0      | 1      | 1      |
| Gesamt | Gesamt             | 8    | 8      | 8      | 24     |